# Ecnomus tipis
Ecnomus tipis är en nattsländeart som beskrevs av Cartwright 1992. Ecnomus tipis ingår i släktet Ecnomus och familjen trattnattsländor. Inga underarter finns listade i Catalogue of Life.